# Président de l'Assemblée d'Irlande du Nord
Le président de l'Assemblée nord-irlandaise (Speaker of the Northern Ireland Assembly, en anglais) est le parlementaire chargé de présider l'Assemblée nord-irlandaise. Il est élu par les députés au cours d'un vote transcommunautaire et dispose de trois adjoints. Ses bureaux se trouvent installés dans les Parliament Buildings, sur la propriété de Stormont, à Belfast.
Il est en outre chargé de présider la commission de l'Assemblée, qui assure la gestion administration du corps législatif nord-irlandais, et le comité des affaires parlementaires.

## Élection
Le président est élu au cours de la réunion inaugurale de l'Assemblée, qui suit la tenue d'élections. Si le sortant se représente, le doyen d'âge de l'Assemblée, qui ne doit pas lui-même être candidat, assure l'intérim de la fonction le temps de l'élection. Les candidats sont ensuite annoncés, soutenus, puis acceptés par le doyen d'âge. Un vote a ensuite lieu, au cours duquel s'applique le vote transcommunautaire. Le candidat qui recueille la majorité des voix unionistes et nationalistes est déclaré élu et prend la présidence de l'Assemblée. Cette élection suppose de renoncer à toute affiliation politique.
Le président nouvellement élu, ou réélu, supervise ensuite l'élection de ses trois adjoints.

## Titulaires

### Présidents
| Nom | Nom | Nom                | Dates            | Dates           | Parti    |
| --- | --- | ------------------ | ---------------- | --------------- | -------- |
|     |     | John Alderdice     | 1er juillet 1998 | 29 février 2004 | Alliance |
|     |     | Aucun              | Vacant           | Vacant          | N/A      |
|     |     | William Hay        | 8 mai 2007       | 13 octobre 2014 | DUP      |
|     |     | Mitchel McLaughlin | 12 janvier 2015  | 12 mai 2016     | SF       |
|     |     | Robin Newton       | 12 mai 2016      | 11 janvier 2020 | DUP      |
|     |     | Alex Maskey        | 11 janvier 2020  | 3 février 2024  | SF       |
|     |     | Edwin Poots        | 3 février 2024   | en cours        | DUP      |

### Vice-présidents
| Nom | Nom                  | Dates           | Dates           | Président                      | Parti |
| --- | -------------------- | --------------- | --------------- | ------------------------------ | ----- |
|     | John Gorman          | 31 janvier 2000 | 19 février 2002 | John Alderdice                 | UUP   |
|     | Jim Wilson           | 19 février 2002 | 7 mai 2007      | John Alderdice                 | UUP   |
|     | Donovan McClelland   | 31 janvier 2000 | 7 mai 2007      | John Alderdice                 | SDLP  |
|     | Jane Morrice         | 31 janvier 2000 | 7 mai 2007      | John Alderdice                 | NIWC  |
|     | Francie Molloy       | 8 mai 2007      | 28 juin 2011    | William Hay                    | SF    |
|     | David McClarty       | 8 mai 2007      | 11 mai 2011     | William Hay                    | UUP   |
|     | John Dallat          | 8 mai 2007      | 12 mai 2016     | William Hay Mitchel McLaughlin | SDLP  |
|     | Roy Beggs Jr         | 12 mai 2011     | 12 mai 2016     | Mitchel McLaughlin             | UUP   |
|     | Danny Kennedy        | 12 mai 2016     | 29 juin 2017    | Robin Newton                   | UUP   |
|     | Caitríona Ruane      | 12 mai 2016     | 19 octobre 2017 | Robin Newton                   | SF    |
|     | Christopher Stalford | 14 janvier 2020 | 19 février 2022 | Alex Maskey                    | DUP   |
|     | Roy Beggs Jr         | 11 janvier 2020 | 31 mai 2022     | Alex Maskey                    | UUP   |
|     | Patsy McGlone        | 12 mai 2016     | 3 février 2024  | Robin Newton Alex Maskey       | SDLP  |
|     | Carál Ní Chuilín     | 3 février 2024  | en cours        | Edwin Poots                    | SF    |
|     | John Blair           | 3 février 2024  | en cours        | Edwin Poots                    | APNI  |
|     | Steve Aiken          | 3 février 2024  | en cours        | Edwin Poots                    | UUP   |